# فهرست نمایندگان دوره نخست مجلس خبرگان رهبری
فهرست نمایندگان دوره نخست مجلس خبرگان رهبری (۱۳۶۱–۱۳۶۹) که در ۲۴ مرداد ۱۳۶۲ گشایش یافت؛ به شرح زیر می‌باشد:

## نمایندگان
1. سید علی خامنه‌ای(تهران)
2. اکبر هاشمی رفسنجانی(تهران)
3. سید عبدالکریم موسوی اردبیلی(تهران)
4. علی مشکینی
5. محمد محمدی گیلانی(تهران)
6. یوسف صانعی(تهران)
7. محمدباقر باقری کنی
8. محمد باقر اسدی خوانساری
9. غلامرضا رضوانی
10. احمد آذری قمی
11. سید هادی خسروشاهی
12. حسین راستی کاشانی(تهران)
13. ابوالحسن مقدسی شیرازی
14. عباس واعظ طبسی
15. ابوالقاسم خزعلی
16. محمدمهدی ربانی املشی
17. اسماعیل فردوسی‌پور
18. عبدالجواد غرویان
19. علی‌اصغر معصومی شاهرودی
20. علی‌اکبر اسلامی تربتی(خراسان)
21. محمد مؤمن (سمنان)
22. سید روح‌الله خاتمی(یزد)
23. سید محمد موسوی خوئینی‌ها
24. هادی باریک‌بین
25. سید اسماعیل موسوی زنجانی(زنجان)
26. عبدالله جوادی آملی
27. هادی روحانی
28. اسماعیل صالحی مازندرانی
29. سید جعفر کریمی دیوکلایی
30. حسین محمدی لائینی
31. سید کاظم نورمفیدی(مازندران)
32. جلال‌الدین طاهری
33. عباس ایزدی
34. سید محمد حسینی کاشانی
35. سید مهدی یثربی (اصفهان)
36. مسلم ملکوتی
37. سید محسن موسوی تبریزی
38. سید ابوالفضل موسوی تبریزی
39. بیوک خلیل‌زاده مروج
40. محسن مجتهد شبستری
41. عبدالحسین تبریزی غروی (آذربایجان شرقی)
42. ملا عبدالله محمدی(کردستان)
43. صادق احسانبخش
44. مختار امینیان (گیلان)
45. حسین نوری همدانی
46. محی‌الدین انواری (همدان)
47. سید مهدی عبادی
48. محمد اسحاق مدنی(سیستان و بلوچستان)
49. محمدعلی موحدی کرمانی
50. مرتضی فهیم کرمانی
51. محمد هاشمیان(کرمان)
52. قربانعلی شهمیری (کهگیلویه و بریر احمد)
53. سید حسن طاهری خرم‌آبادی
54. محمدباقر طباطبایی(لرستان)
55. غلامحسین جمعی(آبادان)
56. سید محمدعلی موسوی جزایری
57. احمد جنتی
58. سید مجدالدین قاضی دزفولی
59. حسین مجتهدی(خوزستان)
60. سید مهدی روحانی
61. محمد فاضل لنکرانی
62. جلال طاهر شمس (گلپایگانی)(مرکزی)
63. مرتضی بنی‌فضل
64. سید علی‌اکبر قریشی
65. علی احمدی میانجی(آذربایجان غربی)
66. محمدحسین زرندی
67. مجتبی حاج‌آخوند(باختران)
68. میرزامحمد انواری(هرمزگان)
69. ابراهیم امینی(چهارمحال و بختیاری)
70. عبدالرحمن حیدری ایلامی(ایلام)
71. محی‌الدین حائری شیرازی
72. سید علی‌محمد دستغیب
73. اسدالله ایمانی
74. سید علی اصغر دستغیب(فارس)
75. میرزا ابراهیم دشتی (بوشهر؛ وی پس از ابطال انتخابات در میاندوره‌ای سال ۶۳ انتخاب گردید)